# Guitera-les-Bains
Guitera-les-Bains é uma comuna francesa na região administrativa de Córsega, no departamento de Córsega do Sul. Estende-se por uma área de 14,75 km². 